# 오리고기

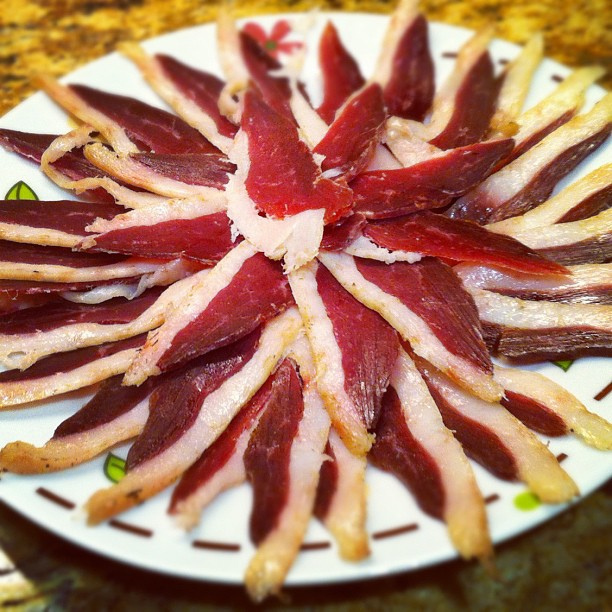
오리고기의 모습.

오리고기는 오리의 고기이다. 보통 민물이나 바닷물에 서식하는 모든 오리들이 대상이 되지만 주로 집에서 키우는 집오리를 오리고기의 대상으로 삼는다. 세계적으로 소비가 많은 고기이며, 다양한 조리법 또한 개발되었다.
민물오리의 한 종인 청둥오리는 가축화되었으며 다양한 문화권에서 흔히 볼 수 있는 가축새이다. 마그레(Magret)는 특히 푸아그라를 생산하기 위해 강제로 사육된 머스코비오리의 가슴살을 말한다.

## 오리고기
오리는 특히 중국 요리에서 두드러진다. 인기 있는 요리는 베이징 카오야로 만든 북경 오리이다. 오리고기는 일반적으로 밀가루와 물로 만든 작은 춘빙으로 알려진 부드러운 부풀어 오른 빵에 싸서 쪽파, 오이, 호이신 소스와 함께 먹는다.
오리고기는 인도 요리의 일부이기도 하며, 특히 아삼 요리와 같은 인도 북동부 지역에서 중요하다. 오래된 아삼어 문헌인 카마루파 야트라(Kamarupa Yatra)는 오리 고기, 오징어, 거북이 고기에 대해 논한다. 인기 있는 요리로는 흰 조롱박을 곁들인 오리, 라이삭을 곁들인 오리, 죽순을 곁들인 오리 등이 있다. 오리고기와 오징어도 바나나 꽃과 함께 조리된다. 부족 및 비부족 인구 모두에게 인기가 있다.

## 영양소
오리고기는 콜레스테롤과 지방, 특히 포화지방이 매우 높다. 단백질과 철분 함량도 매우 높다.

## 오리고기 요리
- 발룻
- 오리고기밥
- 푸아그라
- 오리탕
- 베이징 카오야
- 유황오리

## 같이 보기
- 오리
- 오리알
- 닭고기